# Eden Marama
Eden Marama (Wellington, 13 febbraio 1986) è un'ex tennista neozelandese.

## Biografia
Professionista dal 2002, ha vinto 3 titoli ITF in singolo (uno sul sintetico, uno sull'erba e uno sul cemento, sua superficie preferita) mentre in doppio ne ha conquistati 8, tutti con la sorella maggiore Paula. 
Per alcuni periodi è stata la miglior tennista del suo Paese in singolare. Ha ottenuto il suo best ranking nel 2004, issandosi sino alla 321ª posizione, dopo aver raggiunto il secondo turno all'ASB Classic di Auckland, dove è stata sconfitta in due combattutissimi set da Anca Barna. In doppio ha conquistato la posizione numero 301.
In Fed Cup ha disputato 10 incontri, con un bilancio complessivo di 4 vittorie e 6 sconfitte.

## Vita privata
Vive dividendosi tra il suo Paese d'origine e l'Australia col marito; la coppia ha due figli, un maschio e una femmina.